# Królowa Mleka

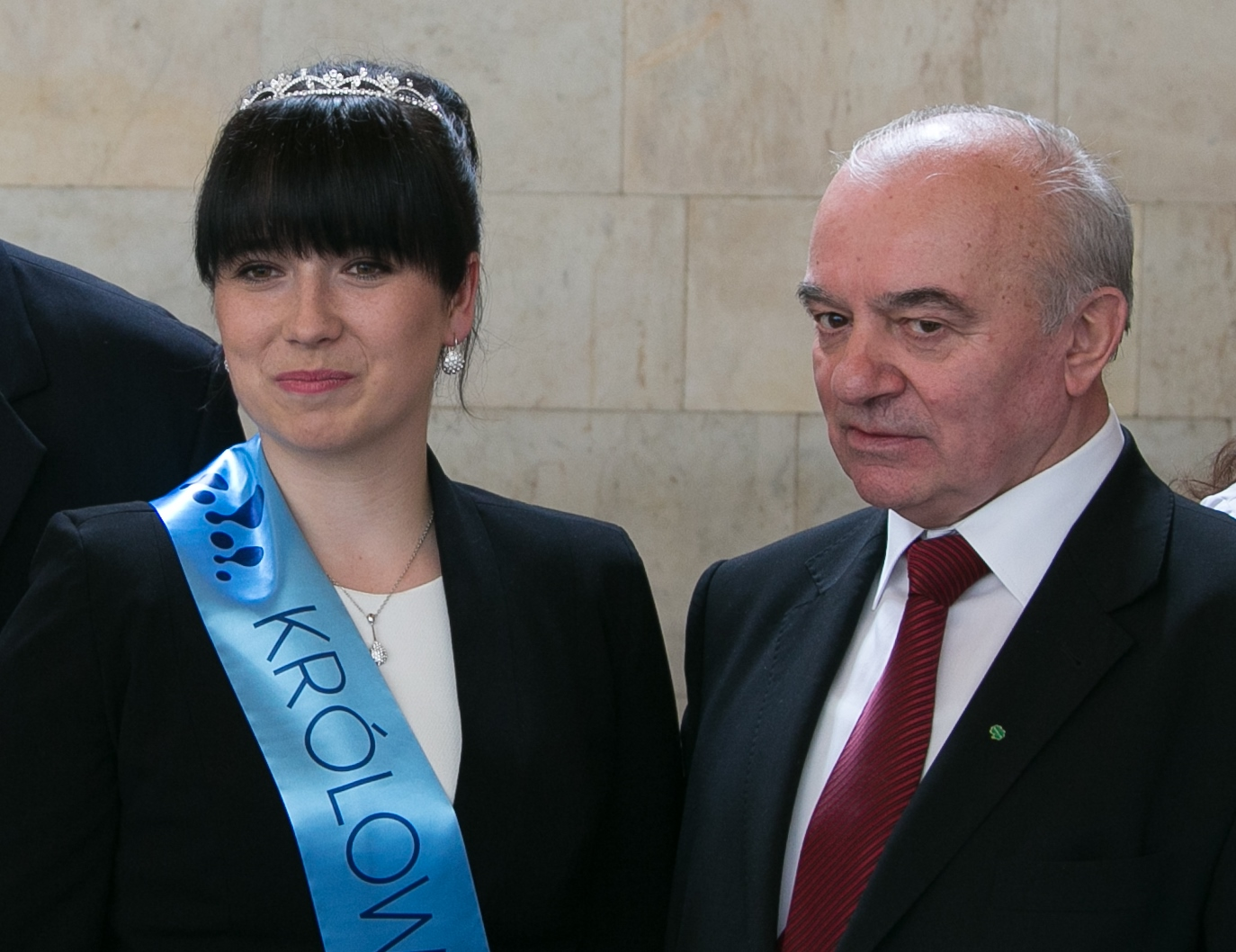
Die polnische Milchkönigin des Jahres 2014 (Katarzyna Gajownik) mit dem polnischen Landwirtschaftsminister Stanisław Kalemba im November 2013

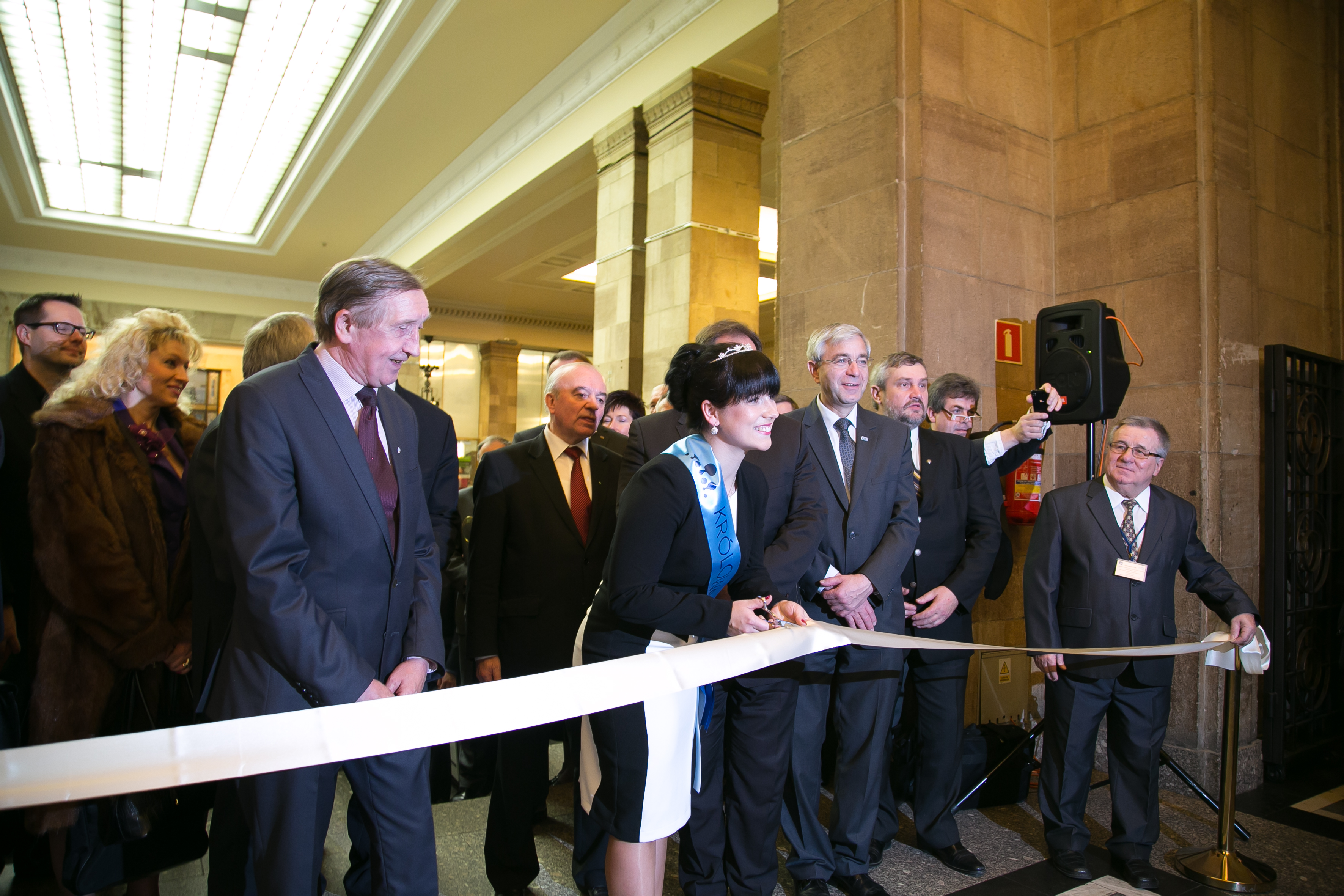
Bei der Eröffnung der Messe für Milchprodukte „Mopro-Expo“ im Herbst 2013

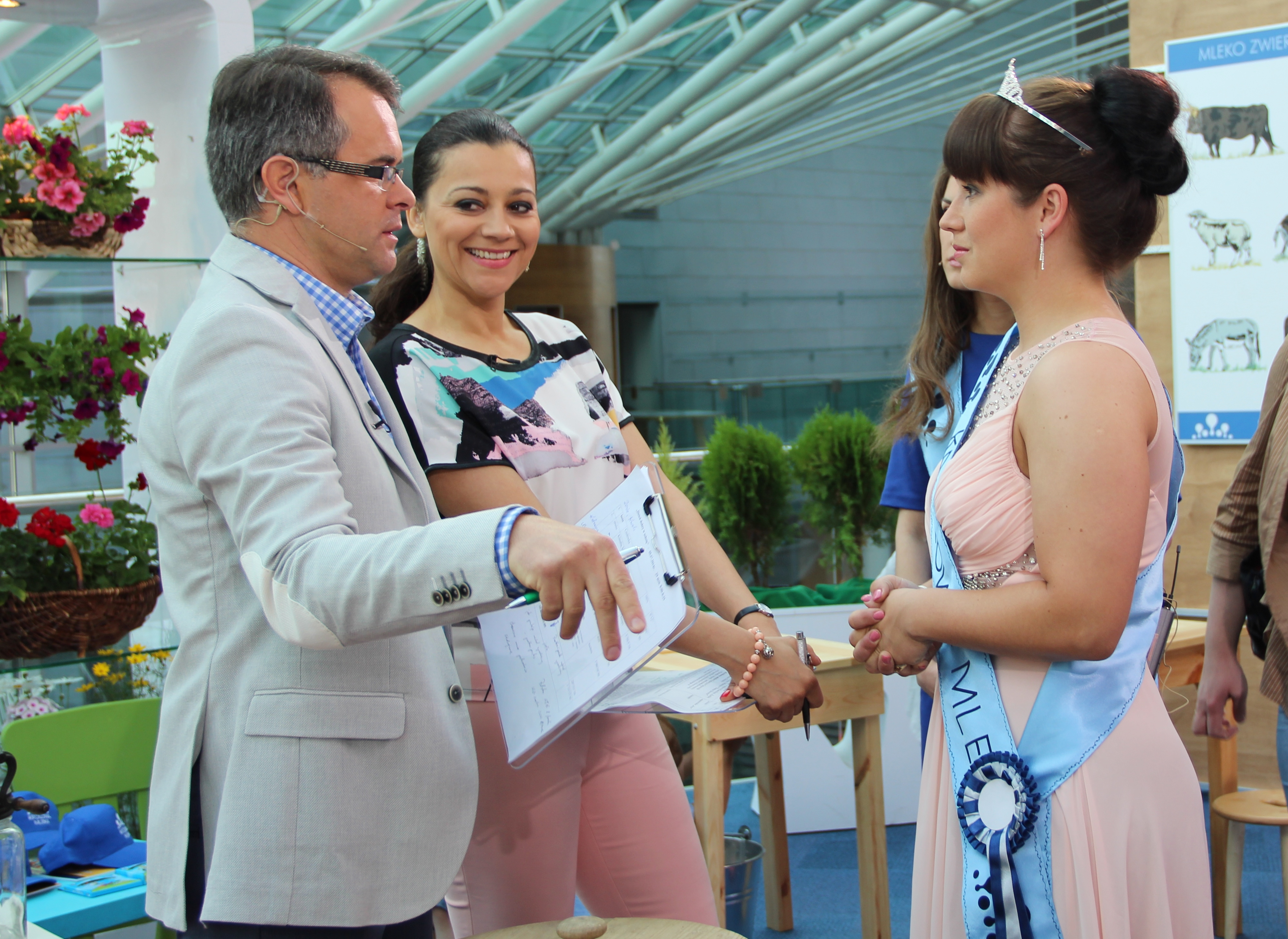
Bei einem Auftritt im Juli 2014 beim öffentlichen Fernsehsender TVP1

Królowa Mleka ist der Titel der polnischen Milchkönigin. Als Produktkönigin vertritt sie die polnische Milchwirtschaft sowie Milchprodukte als Nahrungsmittel.
Das Projekt Królowa Mleka wurde von der polnischen Fachzeitschrift Forum Mleczarskie initiiert, und wird von vier Organisationen der Milchwirtschaft unterstützt: Krajowy Związek Spółdzielni Mleczarskich ZR, Federacja Branżowych Związków Producentów Rolnych, Polska Federacja Hodowców Bydła i Producentów Mleka (PFHBiPM) und Federacja Związków Pracodawców-Dzierżawców i Właścicieli Rolnych (FZP-DiWR). Ein Medienpatronat wurde vom öffentlich-rechtlichen Fernsehsender TVP1 übernommen. Weitere Patronatschaften übernahmen das Ministerium für Landwirtschaft und ländliche Entwicklung sowie die staatliche Agentur für den Agrarmarkt (Agencja Rynku Rolnego – ARR), die landwirtschaftliche Restrukturierungsagentur (Agencja Restrukturyzacji i Modernizacji Rolnictwa – ARiMR) und das Präsidium der polnischen Landwirtschaftskammern (Krajowa Rada Izb Rolniczych – KRIR).
Die erste polnische Milchkönigin (2014), die im November 2013 gewählt wurde, war Katarzyna Gajownik, eine Doktorandin der Landwirtschaftsuniversität Siedlce. Für das Jahr 2015 wurden auch zwei Prinzessinnen gewählt. Die Milchkönigin des Jahres 2015 ist Justyna Matusiewicz; sie wurde am 19. November vom Landwirtschaftsminister Marek Sawicki gekrönt. Als Milchprinzessinnen des Jahres 2015 wurden Karolina Bukowska und Joanna Łuniewska gewählt. Die Milchkönigin für 2016 ist Agnieszka Zaworska.
Die jährlich zusammentretende Jury besteht aus Spezialisten der Milchindustrie, Medienvertretern und Personen des öffentlichen Lebens. Dazu gehören die Regisseurin Renata Gabryjelska sowie die Hochschullehrer Antoni Pluta (Warschauer Naturwissenschaftliche Universität) und Zygmunt Zander. Die neugewählte Königin wird jeweils auf der Leitmesse der Branche, der Warschauer „Mleko-Expo“ vorgestellt. Wesentliche Aufgaben der Milchkönigin sind Lehrbesuche bei Grundschulen sowie der Auftritt auf Volksfesten (wie dem Erntedankfest des polnischen Präsidenten) und bei Branchenveranstaltungen. Gemäß den Wettbewerbsstatuten soll die polnische Milchkönigin zwischen 18 und 30 Jahre alt sein und muss über einen milchwirtschaftlichen Hintergrund (Herkunft, Ausbildung) verfügen.